# Parafia św. Bartłomieja Apostoła w Dobryszycach
Parafia Świętego Bartłomieja Apostoła w Dobryszycach – parafia rzymskokatolicka z siedzibą w Dobryszycach. Należy do Dekanatu Sulmierzyce archidiecezji częstochowskiej. Została utworzona w XIV wieku. Parafię prowadzą księża diecezjalni.